# Yatsugatake-Chūshin-Kōgen-Quasi-Nationalpark
Der Yatsugatake-Chūshin-Kōgen-Quasi-Nationalpark (japanisch 八ヶ岳中信高原国定公園 Yatsugatakechūshinkōgen kokutei kōen) ist ein japanischer Quasi-Nationalpark auf Honshū. Der im Jahr 1964 gegründete Park umfasst 398,57 km². Mit der IUCN-Kategorie V ist das Parkgebiet als Geschützte Landschaft/Geschütztes Marines Gebiet klassifiziert. Die Präfekturen Nagano und Yamanashi sind für die Verwaltung des Parks zuständig.